# Orazio Mattei (cardinale)
Orazio Mattei (Roma, 15 marzo 1622 – Roma, 18 gennaio 1688) è stato un cardinale e arcivescovo cattolico italiano.

## Origini
Orazio Mattei nacque a Roma il 15 marzo 1622 da Ludovico III Mattei e da Laura di Girolamo Frangipane. Era fratello maggiore del militare Muzio Mattei e del patriarca Michelangelo Mattei e nipote dell'omonimo vescovo che fu nunzio apostolico a Venezia dal 1605 al 1606, durante la crisi sulla giurisdizione ecclesiastica. Apparteneva al cosiddetto ramo dei Mattei di Paganica, uno dei due rami in cui era divisa l’antica famiglia nobile romana.

## Biografia
Avendo perso il padre in giovanissima età nel 1635, fu affidato alla cura dei familiari materni, che lo indirizzarono alla carriera ecclesiastica. Studiò presso il Collegio romano dei gesuiti, conseguendo la laurea in utroque iure. In data non nota, prese gli ordini religiosi, forse insieme al fratello minore Michelangelo.
Intorno al 1650, fu nominato referendario della Segnatura apostolica e, dopo un breve apprendistato presso gli organi curiali, iniziò il cosiddetto "giro dei governi", assumendo una serie di cariche nell’amministrazione periferica dello Stato della Chiesa che lo tenne lontano da Roma per quasi un decennio: fu governatore di Orvieto dal 1651 al 1654, di Montalto dal 1654 al 1655, di Jesi dal 1655 al 1658 e infine di Camerino dal 1568 al 1659. Rientrato a Roma, fu fatto canonico della basilica di Santa Maria Maggiore e, dal 1661 al 1668,  prelato della Congregazione del Buon Governo con sovrintendenza alle finanze locali.
Il punto di svolta della carriera del Mattei fu l'elezione a papa, nel 1670, di Clemente X, al secolo Emilio Altieri, amico personale di Orazio e di tutta la famiglia Mattei, con la quale condivideva l'appartenenza al patriziato romano. Una delle prime azioni del nuovo pontefice fu nominare Orazio Mattei nuovo vice-legato di Avignone. Giunto nel Contado Venassino, il Mattei si occupò di riorganizzarne l'amministrazione e le finanze, che ancora non si erano riprese dall'occupazione francese del 1662-64, compilando una guida (nota come Relazione dello Stato di Avignone e Contea Venassina) che avrebbe lasciato come sussidio per i suoi successori.
Rientrato a Roma al termine del suo mandato avignonese, fu nominato, nel dicembre 1671, uditore della Sacra Rota, ruolo nel quale fu molto attivo, producendo un gran numero di decisiones. Nel 1675 fu consacrato arcivescovo, ricevendo la titolarità sull'arcidiocesi di Damasco. Infine, nel 1676, Clemente X lo nominò maggiordomo di Sua Santità (carica in virtù della quale fu anche governatore di Frascati e Castel Gandolfo) e prefetto del Palazzo Apostolico, permettendogli al contempo di mantenere il suo ruolo nella Rota, una pratica inusitata che destò alcune proteste tra i suoi colleghi e che dimostrava la particolare benevolenza del pontefice nei confronti del Mattei.
La carriera del Mattei, che sembrava ormai avviato a ottenere a breve la porpora cardinalizia, subì tuttavia una forte battuta d'arresto con la morte di Clemente X, nel settembre 1676, e l'elezione di Innocenzo XI, che si rivelò molto meno accondiscendente nei suoi confronti. Il nuovo pontefice infatti, deciso a limitare il numero delle creazioni cardinalizie e a prendere nettamente le distanze dall’entourage del suo predecessore, rimosse Orazio Mattei dal suo ruolo di uditore, lasciandolo per anni «congelato» nella seppur prestigiosa funzione di maggiordomo pontificio, alla quale si aggiunse, dopo il 1680, la carica di membro della congregazione della Fabbrica di S. Pietro. Nel concistoro del 2 settembre 1686 papa Innocenzo XI lo creò finalmente cardinale, e il 30 settembre dello stesso anno ricevette il titolo di San Lorenzo in Panisperna, mantenendo la prefettura del Palazzo Apostolico.
Durante la sua breve partecipazione al Collegio cardinalizio, il Mattei non fu una personalità di spicco, rimanendo per lo più in ombra e dipendente dal partito degli Altieri.
Orazio Mattei morì a Roma il 18 gennaio 1688. Fu sepolto nella cappella di famiglia presso la chiesa di San Francesco a Ripa.

## Ascendenza
|                     |                  |                      | Genitori              |  |  | Nonni |  |  | Bisnonni           |  |  | Trisnonni             |  |
|                     |                  |                      |                       |  |  |       |  |  | Ludovico II Mattei |  |  | Pietro Antonio Mattei |  |
|                     |                  |                      |                       |  |  |       |  |  | Ludovico II Mattei |  |  | Pietro Antonio Mattei |  |
|                     |                  | Antonina Capodiferro |                       |  |  |       |  |  | Ludovico II Mattei |  |  |                       |  |
| Muzio Mattei        |                  |                      |                       |  |  |       |  |  | Ludovico II Mattei |  |  |                       |  |
|                     |                  | Lucrezia Capranica   | Camillo Capranica     |  |  |       |  |  |                    |  |  |                       |  |
|                     |                  | Lucrezia Capranica   | Camillo Capranica     |  |  |       |  |  |                    |  |  |                       |  |
|                     |                  | Lucrezia Capranica   | Faustina Della Valle  |  |  |       |  |  |                    |  |  |                       |  |
| Ludovico III Mattei |                  | Lucrezia Capranica   |                       |  |  |       |  |  |                    |  |  |                       |  |
|                     |                  | Pierantonio Bandini  | Francesco Bandini     |  |  |       |  |  |                    |  |  |                       |  |
|                     |                  | Pierantonio Bandini  | Francesco Bandini     |  |  |       |  |  |                    |  |  |                       |  |
|                     |                  | Pierantonio Bandini  | Ginevra Salviati      |  |  |       |  |  |                    |  |  |                       |  |
| Lucrezia Bandini    |                  | Pierantonio Bandini  |                       |  |  |       |  |  |                    |  |  |                       |  |
|                     |                  | Cassandra Cavalcanti | Bartolomeo Cavalcanti |  |  |       |  |  |                    |  |  |                       |  |
|                     |                  | Cassandra Cavalcanti | Bartolomeo Cavalcanti |  |  |       |  |  |                    |  |  |                       |  |
|                     |                  | Cassandra Cavalcanti | Dianora Gondi         |  |  |       |  |  |                    |  |  |                       |  |
| Orazio Mattei       |                  | Cassandra Cavalcanti |                       |  |  |       |  |  |                    |  |  |                       |  |
|                     | Pirro Frangipane | Girolamo Frangipane  |                       |  |  |       |  |  |                    |  |  |                       |  |
|                     | Pirro Frangipane | Girolamo Frangipane  |                       |  |  |       |  |  |                    |  |  |                       |  |
|                     | Pirro Frangipane | Artemisia Colonna    |                       |  |  |       |  |  |                    |  |  |                       |  |
| Geronimo Frangipane | Pirro Frangipane |                      |                       |  |  |       |  |  |                    |  |  |                       |  |
|                     |                  | …                    | …                     |  |  |       |  |  |                    |  |  |                       |  |
|                     |                  | …                    | …                     |  |  |       |  |  |                    |  |  |                       |  |
|                     |                  | …                    | …                     |  |  |       |  |  |                    |  |  |                       |  |
| Laura Frangipane    |                  | …                    |                       |  |  |       |  |  |                    |  |  |                       |  |
|                     |                  | …                    | …                     |  |  |       |  |  |                    |  |  |                       |  |
|                     |                  | …                    | …                     |  |  |       |  |  |                    |  |  |                       |  |
|                     |                  | …                    | …                     |  |  |       |  |  |                    |  |  |                       |  |
| …                   |                  | …                    |                       |  |  |       |  |  |                    |  |  |                       |  |
|                     |                  | …                    | …                     |  |  |       |  |  |                    |  |  |                       |  |
|                     |                  | …                    | …                     |  |  |       |  |  |                    |  |  |                       |  |
|                     |                  | …                    | …                     |  |  |       |  |  |                    |  |  |                       |  |
|                     |                  | …                    |                       |  |  |       |  |  |                    |  |  |                       |  |